# ألفرد هايد
ألفرد هايد (1884 بإنجلترا في المملكة المتحدة - ) (بالإنجليزية: Alfred Hyde)‏ هو لاعب كريكت بريطاني. لعب مع نادي وارويكشاير للكريكيت ‏.

## وصلات خارجية
- ألفرد هايد على موقع إي آس بي آن كريك إنفو (الإنجليزية)